# Tuffi ai XXI Giochi del Commonwealth - Trampolino 3 metri sincro maschile
Il concorso dei tuffi dal trampolino 3 metri sincro maschile dei Giochi del Commonwealth di Gold Coast 2018 si è svolto il 13 aprile 2018.

## Risultati
Risultati finali:
| Class | Nazione                                             | Tuffi | Tuffi | Tuffi | Tuffi | Tuffi | Tuffi | Totale |
| Class | Nazione                                             | 1     | 2     | 3     | 4     | 5     | 6     | Totale |
| ----- | --------------------------------------------------- | ----- | ----- | ----- | ----- | ----- | ----- | ------ |
|       | Inghilterra Jack Laugher Christopher Mears          | 50.40 | 51.00 | 81.60 | 77.52 | 92.43 | 83.22 | 436.17 |
|       | Canada Philippe Gagné François Imbeau-Dulac         | 49.20 | 50.40 | 74.40 | 81.90 | 78.75 | 80.58 | 415.23 |
|       | Australia Domonic Bedggood Matthew Carter           | 53.40 | 49.80 | 71.10 | 74.46 | 81.84 | 77.52 | 408.12 |
| 4     | Malaysia Chew Yiwei Ooi Tze Liang                   | 52.20 | 49.80 | 79.05 | 62.37 | 75.48 | 76.50 | 395.40 |
| 5     | Inghilterra Jack Haslam Ross Haslam                 | 52.20 | 51.00 | 77.40 | 72.90 | 69.36 | 72.45 | 395.31 |
| 6     | Australia James Connor Kurtis Mathews               | 47.40 | 49.80 | 76.26 | 66.30 | 66.15 | 64.26 | 370.17 |
| 7     | Malaysia Gabriel Gilbert Daim Muhammad Syafiq Puteh | 48.60 | 45.00 | 69.30 | 68.82 | 68.40 | 69.30 | 369.42 |
| 8     | Nuova Zelanda Anton Down-Jenkins Liam Stone         | 47.40 | 48.00 | 57.60 | 51.30 | 70.20 | 58.14 | 332.64 |